# Radslavice (Neveklov)
Radslavice je malá vesnice, část města Neveklov v okrese Benešov. Nachází se asi 3,5 km na severozápad od Neveklova. V roce 2009 zde bylo evidováno 20 adres. Radslavice leží v katastrálním území Mlékovice u Neveklova o výměře 9,71 km².

## Historie
První písemná zmínka o vesnici pochází z roku 1285.
Za druhé světové války se ves stala součástí vojenského cvičiště Zbraní SS Benešov a její obyvatelé se museli 1. dubna 1943 vystěhovat.